# Culver City
Culver City je mesto v zahodnem delu Okrožja Los Angeles, Kalifornija. Mesto je imelo po štetju leta 2010 38.883 prebivalcev, po štetju leta 2000 pa 38.816 prebivalcev. Večinoma ga obkroža mesto Los Angeles, meji pa tudi na nevključena območja Okrožja Los Angeles. Župan Culver Cityja je Christopher Armenta. Z leti so upoštevajoč njegov status vključenosti priključili več kot štirideset sosednjih območij, tako da se mesto sedaj razprostira na dobrih trinajstih kvadratnih kilometrih.
Od 1920-tih je Culver City pomembno središče filmske in kasneje televizijske industrije, saj imajo tu sedeže studii filmskega podjetja MGM. Med letoma 1932 in 1985 je imelo tu sedež podjetje Hughes Aircraft Company. V mestu imata sedaj sedež tudi organizacija National Public Radio West in podjetje Sony Pictures Entertainment. Prav tako ima tukaj sedež televizijski program NFL Network.